# أولاد لحسن (اصعادلا)
أولاد لحسن هي إحدى مشيخات المملكة المغربية، تتبع جغرافيا لإقليم آسفي وإداريًا لاصعادلا. يقدر عدد سكانها بـ 4982 نسمة حسب الإحصاء الرسمي للسكان والسكنى لسنة 2004.